# Socialist Campaign Group
Socialist Campaign Group ("socialistiska kampanjgruppen") är en grupp av vänsterinrikade brittiska parlamentsledamöter för brittiska Labourpartiet. Gruppen bildades i december 1982 som en utbrytning ur Tribune Group efter att ett antal mer måttligt vänsterorienterade parlamentsledamöter, ledda av Neil Kinnock, vägrade att stöjda Tony Benns kampanj för att bli biträdande partiledare 1981 istället för den då sittande Denis Healey.
Socialist Campaign Group har bland annat varit kritiska till New Labour under Tony Blair.
Vid ett möten med kampanjgruppen i june 2015 togs beslutet att Jeremy Corbyn skulle ställa upp som partiledarkandidat för Labour.
Socialist Campaign Group har nära band med organisationen Momentum, fackföreningar och andra vänsterorienterade kampanjgrupper inom och utanför Labourpartiet.